# Крейг Браун (керлінгіст)
Кре́йг Бра́ун (англ. Craig Brown, нар. 18 серпня 1975, Медісон, США) — американський керлінгіст, учасник зимових Олімпійських ігор (2014), дворазовий чемпіон США. Брат відомої американської керлінгістки Еріки Браун, син тренера з керлінгу Стіва Брауна. Ведуча рука — права.

## Життєпис
Крейг Браун народився в місті Медісон, що у Вісконсині, в родині керлінгіста Стіва Брауна. Вперше спробував грати на родинних змаганнях у віці 8 років, однак, за словами самого Крейга він ненавидів цю гру і вважав, що майже будь-який спорт цікавіший за керлінг. Його думку докорінно змінили успіхи старшої сестри Еріки, яка завдяки змаганням мандрувала світом та навіть потрапила у складі збірної США на зимові Олімпійські ігри 1988. З 1989 року і сам Крейг почав активно займатися керлінгом. У 1994 році став бронзовим призером молодіжного чемпіонату світу в Софії. Окрім найуспішнішого року брав участь у цьому турнірі ще тричі (1992, 1995, 1997).
У 2000 році Браун вперше в кар'єрі став чемпіоном США, взяв участь у чемпіонаті світу серед чоловіків та здобув звання найкращого керлінгіста року на думку Асоціації керлінгу США. У 2002 та 2006 роках зупинявся за крок до потрапляння на Олімпійські ігри, двічі поспіль займаючи друге місце у Американському відбрірковому турнірі. 2008 року Крейг зі своєю командою вдруге став чемпіоном Сполучених Штатів та змагався за нагороди чемпіонату світу, а чотири роки потому взяв участь в чемпіонаті світу в ролі запасного гравця.
У лютому 2014 року Браун у складі команди Джона Шустера, що представляла США на зимових Олімпійських іграх у Сочі, виконував роль запасного гравця. З 9 проведених на Іграх матчів американцям вдалося перемогти лише у двох, внаслідок чого вони посіли підсумкове дев'яте місце і до раунду плей-оф не потрапили. Сам Браун з'явився на майданчику всього лиш раз — у поєдинку зі шведами.

## Виступи на Олімпійських іграх
| Змагання                     | Місто | Місце | % кидків |
| ---------------------------- | ----- | ----- | -------- |
| Зимові Олімпійські ігри 2014 | Сочі  | 9     | 78%      |